# Hari Mata Hari
Hari Mata Hari ist eine vierköpfige Musikgruppe aus Bosnien und Herzegowina.

## Geschichte
Sie wurde im Herbst 1985 in Sarajevo gegründet. Mit über fünf Millionen verkaufter Alben ist sie eine der erfolgreichsten Bands auf dem Balkan. Kopf der Gruppe ist der Sänger Hajrudin Varešanović.
Mit ihrem Song Lejla, der vom serbischen Superstar Željko Joksimović produziert wurde, belegten sie für Bosnien und Herzegowina den dritten Platz beim Eurovision Song Contest 2006 in Athen. Bereits 1999 wurde er ausgewählt, Bosnien und Herzegowina beim Eurovision Song Contest mit dem Song Starac i more zu vertreten, wurde jedoch disqualifiziert.
Zu den Gründungsmitgliedern der Band gehörte Edo Mulahalilović (1964–2010).

## Diskografie

### Alben
- 1985: U tvojoj kosi
- 1986: Ne bi te odbranila ni cijela Jugoslavija
- 1988: Ja te volim najviše na svijetu
- 1989: Volio bi’ da te ne volim
- 1990: Strah me da te volim
- 1991: Rođena si samo za mene
- 1994: Ostaj mi zbogom ljubavi
- 1998: Ja nemam snage da te ne volim
- 2001: Baš ti lijepo stoje suze (HR: Gold)[1]
- 2001: Sve najljepše od Hari Mata Hari (HR: Silber)
- 2002: Ruzmarin
- 2004: Zakon jačega
- 2009: Sreća
- 2016: Ćilim

### Livealben
- 2002: Live

### Singles (Auswahl)
- 1988: Kad dođe oktobar
- 1989: Volio bi’ da te ne volim
- 1989: Svi moji drumovi
- 1990: Strah me da te volim
- 1990: Prsten I Zlatni Lanac
- 2001: Bas ti lepo stoje suze
- 2001: Kao domine
- 2001: Crni snijeg
- 2006: Lejla
- 2009: Azra